# メートル法

メートル法を公式採用している国
メートル法を公式採用していない国。ただし米国については#公式採用していない国を参照。

メートル法（メートルほう、英語: metric system, フランス語: système métrique）とは、長さの単位であるメートル（仏: mètre）と質量の単位であるキログラム（仏: kilogramme）を基準とする、十進法による単位系のことである。
これを洗練したものが国際単位系(SI)であり、現在はほぼ世界中で運用されている。

## 歴史
メートル法は、18世紀末のフランスにおいて、世界で共通に使える統一された単位制度の確立を目指して制定された。
当時の世界には同じ物理量に対して様々な単位があり、しかも同じ単位系の中でも、複雑な換算を必要とする単位が併用されているものもあった。人間の行動範囲が狭い間は、その地域だけで単位が統一されていれば良かったが、人間の行動範囲が広くなり、グローバリゼーションが進展すると、単位の不統一が大きな問題となってきた。
そこで、フランス革命後の1790年3月に、国民議会議員であるタレーラン＝ペリゴールの提案によって、世界中に様々ある長さの単位を統一し、新しい単位を創設することが決議された。それを受けて1791年に、地球の北極点から赤道までの子午線弧長の「1000万分の1」として定義される、新たな長さの単位「メートル」が決定された。
この時の測量はダンケルクからバルセロナの距離を経線に沿って三角測量で測定し、その値を元にして計算が行われた。質量も、このメートルを基準として、1立方デシメートルの水の質量を1キログラムと定めた。他に、面積の単位としてアール（are, 100平方メートル）、体積の単位として乾量用のステール（stere, 1立方メートル）と液量用のリットル（litre, 1立方デシメートル）を定めた。
フランスにおいても、既に使われていた単位系があったため、使用には反対が多く、すぐには普及しなかった。結局1837年に「1840年以降はメートル法以外の単位の使用を禁止する」旨の法律が出され、公文書にメートル法以外の単位を使用した場合は罰金が科せられることとなり、普及することになった。
1799年にフランスでメートル法が公布された際のスローガン「全ての時代に、全ての人々に」（フランス語: «À tous les temps, à tous les peuples.»）は「時代や国を問わず使えるように」という、メートル法の理念を表すものとして引用されることが多い。
フランス以外の国家でも、度量衡の単位の統一に悩んでおり、メートル法に興味を持ち始めた。1867年のパリ万国博覧会の際、パリに集まった学者の団体が、メートル法によって単位を国際統一する決議を行った。1875年、メートル法を導入するため、各国が協力して努力するという主旨のメートル条約が締結された。
ヨーロッパと比較して、アメリカ国内では、メートル法の普及は科学技術と工業の分野に限定されており、日常生活面でははほとんど普及しておらず、ヤード・ポンド法が主流である。イギリスでは国内向けにヤード・ポンド法を用い、国外向けにはメートル法を用いるという、使い分けをしている。ただし、イギリスのヤード・ポンド法はアメリカのそれとは厳密には同一ではないので注意が必要である。

### 日本

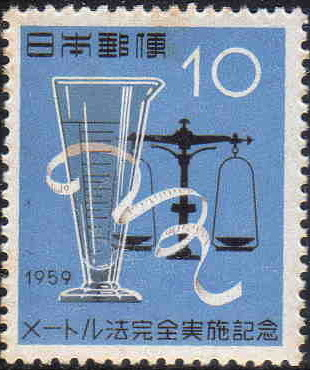
メートル法完全実施記念切手（1959年/昭和34年発行）

日本は、1885年（明治18年）にメートル条約に加盟している。1889年（明治22年）にメートル原器の交付を受け、1891年（明治24年）に施行された度量衡法で尺貫法と併用する形でメートル法が導入された。それに伴い、新たに基本単位の漢字を当てたり、補助単位の漢字を創作したりして、メートル法がいち早く普及するように努めた。以下に挙げるのはそういった単位である。
さらに、1921年（大正10年）には同法改正で尺貫法を廃止したが、使い慣れた単位から移行することへの保守派、庶民の抵抗感も強く、本格的な普及は、メートル法の使用を義務付け、尺貫法の使用を法的に禁じた1951年（昭和26年）施行の計量法まで待たねばならなかった。日本におけるメートル法完全実施は1959年（昭和34年）1月1日である。ただし土地の面積については1966年3月31日まで坪の使用が認められていた。

#### メートル法採用の事例
- 1900年11月10日、東京帝国大学運動会で、初めてヤード制をあらためてメートル制を採用した[13]。
- 1922年4月、浜松高等工業学校がメートル法による授業を開始する[14]。
- 1930年1月1日、鉄道省は全線でメートル法を実施[15]。マイルから換算せずに、実際のキロ数を測り直したため、運賃への反映は同年4月1日からとなった[16]。

## 公式採用していない国
メートル法（または国際単位系SI）を公式採用していない国としては、アメリカ合衆国、リベリア、ミャンマーの3か国を挙げるのが通例となっている（■トップ画像を参照）。
上記のように、アメリカ合衆国がメートル法を採用していない3カ国の一つである（残りの２カ国は、ミャンマーとリベリア）ということがしばしば語られるが、NIST（アメリカ国立標準技術研究所）はこれを誤解（misconception）ないし俗説（myth）であるとして否定している。
ミャンマーの商務省は、2013年10月に、メートル法の採用の準備をしているとアナウンスした。

## 広義のメートル法
フランスで最初に導入され、メートル条約で導入が進められたのは、上記の長さ・面積・体積・質量の単位のみである。「度量衡」という言葉もあるように、当時制度の上で必要な単位は長さ・面積（度）、体積（量）、質量（衡）のみであった。単に「メートル法」と言った場合には、フランスで最初に制定された上記の範囲の単位系をいう。
時間の単位については、既に広く世界で使われていた秒があったが、これは六十進法であったため、十進法の新たな単位を創設しようという意見もあった（十進化時間）。議論の末、時間の単位は秒がそのまま使用されることになった。
19世紀以降、科学や工業の発達により、他の物理量についても単位が必要となった。そこで、学者や分野ごとに、メートル法を基礎としながらそれぞれ違う大きさを持った単位が作られたり、異なった物理量を基本として単位系が作られたりしたため、各種の単位系が無秩序に存在することとなった。広義には、これらの（狭義の）メートル法を基礎とする各種の単位系を総称して「メートル法」という。これらの単位系を再統一するために、派生した単位系の一つであるMKSA単位系を元として作られたのが国際単位系 (SI) である。
広義のメートル法に属する単位系には、以下のようなものがある。
- CGS単位系 -- センチメートル (centimetre)、グラム (gram)、秒 (second) を基本単位とする単位系。以下の3種類の単位系は、電磁気の単位の組み立て方の違いによるものである。
  - 静電単位系
  - 電磁単位系
  - ガウス単位系
- MKS単位系 -- メートル (metre)、キログラム (kilogram)、秒 (second) を基本単位とする単位系
  - MKSA単位系 -- MKS単位系に電流の単位アンペア (ampere) を加えたもの。これを発展させたのが国際単位系 (SI) である。
  - MKSC単位系 -- MKS単位系に電荷の単位クーロン (coulomb) を加えたもの。
- MTS単位系 -- メートル (metre)、トン (ton)、秒 (second) を基本単位とする単位系
- 重力単位系 -- 基本とする物理量について、質量の代わりに力（重量キログラム）を使用するもの。